# Sebastian Mielitz
Sebastian Mielitz (Zehdenick, 18 juli 1989) is een Duits doelman in het betaald voetbal. Hij tekende in juli 2014 een driejarig contract bij SC Freiburg, dat hem overnam van Werder Bremen.

## Clubcarrière
Op 3 december 2009 maakte Mielitz z'n debuut voor Werder Bremen in de Europa League tegen CD Nacional, als invaller voor de geblesseerde Tim Wiese. Op 6 december 2009 maakte hij z'n debuut in de Bundesliga tegen 1. FC Köln. Tijdens het seizoen 2012-2013 werd hij eerste doelman nadat Wiese transfervrij vertrok naar 1899 Hoffenheim. In het seizoen 2013/14 verloor hij rond de jaarwisseling zijn plek tussen de palen aan Raphael Wolf.